# العربی احرضان
العربی احرضان (انگلیسی: Larbi Ihardane؛ زادهٔ ۶ ژوئن ۱۹۵۴) بازیکن فوتبال اهل مراکش بود.
از باشگاه‌هایی که در آن بازی کرده‌است می‌توان به باشگاه فوتبال الوداد کازابلانکا اشاره کرد.
وی به‌همراه تیم ملی فوتبال مراکش در بازی‌های المپیک تابستانی ۱۹۷۲ شرکت کرده‌است.